# اف-۸۴ تاندرجت
اف-۸۴ تاندرجت (به انگلیسی: F-84 Thunderjet) ساخت شرکت هوانوردی ریپابلیک یک جنگنده-بمب‌افکن با موتور توربوجت بود. ابتدادر سال ۱۹۴۴، به عنوان جنگنده روز به نیروهای هوایی ارتش ایالات متحده آمریکا(USAAF) پیشنهاد گردید. اف-۸۴ نخستین پرواز خود را در سال ۱۹۴۶ انجام داده، اگرچه تاندرجت در سال ۱۹۴۷ وارد خدمت شد، اما آنقدر گرفتار مشکلات ساختاری و موتوری بود( از نخستین موتور جت محوری ساخت امریکا جی-۳۵ استفاده کرد) که در بررسی نیروی هوایی ایالات متحده در سال ۱۹۴۸ اعلام شد که قادر به اجرای هیچ‌یک از جنبه‌های مأموریت مورد نظر خود نیست و نیروی هوایی آمریکا حتی به فکر لغو برنامه تاندرجت بود. این هواپیما تا مدل ۱۹۴۹ اف-۸۴ دی  کاملاً عملیاتی در نظر گرفته نمی‌شد و طراحی آن تنها با معرفی اف-۸۴ جی  در سال ۱۹۵۱ به بلوغ رسید.
در سال ۱۹۵۴ از تاندرجت با بال مستقیم، هواپیماهای با بالهای رو به عقب جنگنده اف-۸۴اف تاندراستریک و هواپیمای شناسایی و عکس برداری آر. اف-۸۴ اف تاندرفلاش تکامل یافتند.
تاندرجت در طول جنگ کره با انجام ۸۶٬۴۰۸ سورتی پرواز و نابودی ۶۰ درصد از تمام اهداف زمینی در جنگ و همچنین هشت فروند جنگنده میگ ساخت شوروی، به هواپیمای ضربتی اصلی نیروی هوایی ایالات متحده تبدیل شد. بیش از نیمی از ۷٬۵۲۴ از اف-۸۴های تولید شده در خدمت کشورهای ناتو بوده و نخستین هواپیمایی بود که با تیم نمایشی تاندربردز نیروی هوایی ایالات متحده پرواز کرد. فرماندهی استراتژیک هوایی USAF از سال ۱۹۴۸ تا ۱۹۵۷ هواپیماهای اف-۸۴ تاندرجت را در خدمت داشت.
اف-۸۴ نخستین هواپیمای جنگنده ای بود که از سوخت‌گیری هوایی استفاده کرد و نخستین جنگنده ای بود که قادر به حمل جنگ‌افزار هسته‌ای، بمب هسته ای Mark 7 بود. اف-۸۴های تغییر یافته، برای بعضی از پروژه‌های غیرمتعارف به کار رفت، شامل پروژه فیکان FICON که به بمب افکن‌های  بی-۲۹ سوپرفورترس و  بی-۳۶ که در نقش هواپیمای مادر بودند، در عین پرواز متصل می‌شدند. همچنین هواپیمای آزمایشی تاندراسکریچ ایکس‌اف-۸۴اچ باموتور توربوپراپ.
نامگذاری اف-۸۴ می‌تواند تا حدی گیج کننده باشد. مدل‌های بال مستقیم اف-۸۴ آ تا ای و جی تاتدرجت نامیده می‌شدند. اف-۸۴اف تاندراستریک و آر. اف-۸۶ اف تاندرقلاش هواپیماهای مختلفی با بال‌های رو به عقب بودند. ایکس. اف-۸۴ اچ Thunderscreech (نام رسمی آن نیست) یک نسخه آزمایشی توربوپراپ از اف-۸۶ بود.
بالهای پس خمیده اف-۸۴ اف یک تغییر جرئی یا با فطعات متقاوت محدودی، نسبت به گونه اصلی در نظر گرفته شده بود. برای همین کد اف-۸۴ در این هواپیما نیز حفظ شد. تأخیر در تولید اف-۸۴ اف، منجر به سفارش دیگری از نسخه راست بال شد که همان اف -۸۴ جی بود.

## طراحی و توسعه

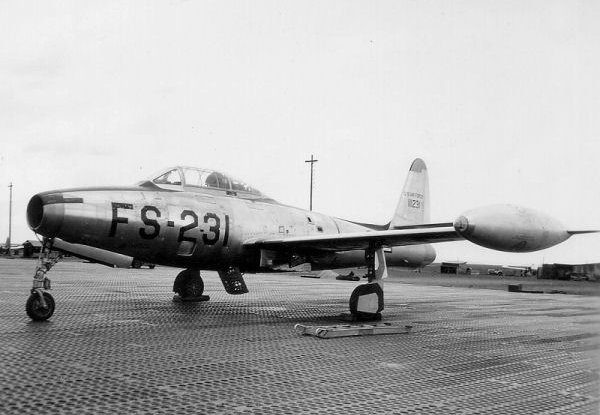
یک فروند اف-۸۴ جی در پایگاه هوایی Chaumont-Semoutiers, در فرانسه سال ۱۹۵۳

در سال ۱۹۴۴، الکساندر کارتولی، طراح ارشد شرکت هوانوردی ریپابلیک، کار بر روی جایگزینی با موتور توربوجت برای هواپیمای جنگنده پیستونی
پی-۴۷ تاندربولت را آغاز نمود. تلاش‌های اولیه برای طراحی مجدد پی-۴۷ به نحوی که قادر به جا دادن موتور جت باشد، به دلیل سطح مقطع بزرگ بدنه تاندربولت بی فایده بود. در عوض، کارتولی و گروه همکاران او، هواپیمای جدیدی با بدنه بسیار باریک‌تر طراحی نمودند که شامل یک موتور توربوجت باکمپرسور محوری بود، که در قسمت عقبی بدنه نصب می‌شد. ورودی هوا در دماغه هواپیما تعبیه شده بود، کانال‌های هوااز دماغه به سمت موتور طراحی شده بودند، که بخش زیادی از حجم بدنه را شامل می‌شد. سوخت مورد نیاز عمدتاً در مخازن تعبیه شده در ماهی‌واره (ایروفیل) ضخیم، اما با طراحی جریان آرام و بالهای مستقبم هواپیما ذخیره می‌گردید.
در ۱۱ سپتامبر ۱۹۴۴، نیروهای هوایی ارتش ایالات متحده آمریکا (USAAF) الزامات عملیاتی عمومی را برای یک جنگنده روزانه با حداکثر سرعت ۶۰۰ مایل بر ساعت (۹۷۰ کیلومتر بر ساعت)، شعاع جنگی ۸۵۰ مایل (۱۳۷۰ کیلومتر) و هشت قبضه مسلسل ۰٫۵۰ اینچی (۱۲٫۷ میلی‌متر) یا شش قبضه مسلسل ۰٫۶ اینچی (۱۵٫۲ میلی‌متر) به عنوان اسلحه اصلی اعلام نمود. علاوه بر این، هواپیمای جدید باید از توربوجت محوری جنرال الکتریک از نوع TG-180 استفاده می‌نمود که با نام الیسون جی۳۵ وارد تولید شد. این مشخصات بسیار بلندپروازانه بودند، با این حال، شعاع مورد نیاز به ۷۰۵ مایل (۱٬۱۳۵ کیلومتر) کاهش یافته و برای کاهش وزن هواپیما، مجموعه تسلیحات به شش قبضه مسلسل ۰٫۵۰ اینچی یا چهار قبضه مسلسل ۰٫۶ اینچی تقلیل یافت.
در ۱۱ نوامبر ۱۹۴۴، شرکت هوانوردی ریپابلیک سفارشی را برای سه نمونه اولیه XP-84 جدید دریافت نمود که توسط سازنده به عنوان مدل AP-23 شناخته می‌شد.
از آنجایی که طراحی نوید عملکرد برتر را نسبت به  پی-۸۰ شوتینگ استار ساخت لاکهید می‌داد و سازنده تجربه زیادی در ساخت جنگنده‌های تک سرنشین داشت، عملاً رقابتی برای این قرارداد برگزار نگردید. نام «تاندرجت» برای حفظ سنت شرکت سازنده که با پی-۴۷ ثاندربولت آغاز شده بود، انتخاب گردید، در حالی که این نام بر روش جدید پیشرانه تأکید داشت.
در ۴ ژانویه ۱۹۴۵، حتی قبل از اینکه هواپیما به پرواز درآید، USAAF یک سفارش اضافی برای ۲۵ فروند هواپیمای آزمایشی YP-84A و ۷۵ فروند از نمونه تولیدی P-84B (که بعداً به ۱۵ فروند YP-84A و ۸۵ فروند P-84B تغییر یافت) راارسال نمود.
در همین حال، آزمایش تونل باد توسط کمیته رایزنی ملی هوانوردی آمریکا ناپایداری طولی و کمانش پوسته تثبیت کننده را در سرعت‌های بالا نشان داد. وزن هواپیما، با توجه به نیروی رانش کم توربوجت‌های اولیه یک نگرانی بزرگ بود، که به سرعت در حال تشدید شدن بود به طوری که USAAF مجبور شد یک محدودیت وزن ناخالص ۱۳٬۴۰۰ پوند (۶٬۱۰۰ کیلوگرم) را تعیین نماید.
نتایج این آزمایش‌های اولیه در سومین نمونه اولیه با نام XP-84A گنجانیده شد که همچنین به موتور قدرتمندتر J35-GE-15 با نیروی رانش ۴٬۰۰۰ پوند بر فوت (۱۷٫۷۹ کیلو نیوتن) مجهز شده بود.
نخستین نمونه اولیه XP-84 در دسامبر ۱۹۴۵ عرضه شد. اما در دسترس بودن موتورهای مناسب، آزمایش پرواز را به تأخیر انداخت. نخستین نمونه اولیه به
پایگاه نیروی هوایی ادواردز  منتقل شد، جایی که برای نخستین بار در ۲۸ فوریه ۱۹۴۶، سرگرد والاس. آ. لین با آن پرواز نمود. نمونه اولیه دوم در ماه اوت به آن ملحق شد، هر دو هواپیما با موتورهای J35-GE-7 با تولید ۳٬۷۵۰ پوند-نبرو (۱۶٬۶۸ کیلونیوتن) پرواز می‌کردند. در ۸ سپتامبر ۱۹۴۶، دومین XP-84 رکورد سرعت ملی ایالات متحده را با سرعت ۶۰۷٫۲ مایل بر ساعت (۵۲۷٫۶ نات؛ ۹۷۷٫۲ کیلومتر بر ساعت) به ثبت رساند، اما نتوانست به رکورد سرعت جهانی ۶۱۲٫۲ مایل بر ساعت (۵۳۲٫۰ نات؛ ۹۸۵٫۲ کیلومتر بر ساعت)، که روز قبل توسط یک فروند گلاستر متئور بریتانیایی ثبت شده بود، دست یابد کند. تلاش برای شکستن رکورد سرعت، برنامه آزمایشی را با نمونه اولیه دوم به تأخیر انداخت.
 از ژانویه ۱۹۴۷، ۱۵ فروند YP-84A برای آزمایش‌های خدماتی، به پایگاه نیروی هوایی رایت-پترسون تحویل داده شدند. این نمونه‌ها با XP-84 دارای تفاوت‌هایی بودند، از یک موتور ارتقا یافته J35-A-15 بهره می بردتد و دارای ۶ قبضه تیربار سنگین ام۲ برونینگ، (چهار قبضه در دماغه هواپیما و یکی در هر ریشه بال) بودند و دارای مخازن سوخت در سر بال با ظرفیت ۲۲۶ گالون آمریکایی (۸۶۰ لیتر) درهر مخزن بودند.
به دلیل تأخیر در تحویل موتورهای جت و در نتیجه دیرکرد در تولید XP-84A، تاندرجت تا زمانی که تولید P-84B از کارخانه در سال ۱۹۴۷ آغاز گردید، فقط تحت آزمایش‌های پروازی محدودی قرار گرفته بود. به ویژه، تأثیر مخازن سوخت نصب شده بر سر بالها بر روی ساختار هواپیما به‌طور کامل مورد مطالعه قرار نگرفت. بعداً این مسئله باعث بروز مشکلاتی گردید.
پس از تأسیس نیروی هوایی ایالات متحده در طی لایحه امنیت ملی ۱۹۴۷، نامگذاری تعقیب (Pursuit) با جنگنده (Fighter) جایگزین شد و در نتیجه نام P-84 به F-84 تغییر یافت.

## تاریخچه کاربری
F-84B، که با YP-84A تنها در داشتن مسلسل‌های ام ۳ با شلیک سریع‌تر تفاوت داشت (بعداً قابلیت حمل هشت راکت غیرقابل هدایت سرعت بالا (HVAR) ۵ اینچی (۱۳۰ میلی‌متری) در زیر بالها نیز به آن اضافه شد))، در دسامبر ۱۹۴۷ با گروه جنگنده شماره ۱۴ در بنگر، ایالت مین عملیاتی شد.
محدودیت‌های پرواز بلافاصله وضع شد، حداکثر سرعت را به دلیل وقوع پدیده معکوس شدن کنترل به ۰٫۸  ماخ و حداکثر شتاب را به ۵٫۵ برابر نیروی گرانش (۵۴ متر بر ثانیه)، به دلیل چروک شدن پوست بدنه محدود گردید. با توجه به مشکلات کمبود قطعات و همچنین تعمیر و نگهداری باعث شد تا ابن هواپیما به «کابوس مکانیک» ملقب شود. در ۲۴ می ۱۹۴۸، کل ناوگان F-84B به دلیل خرابی‌های ساختاری در بال‌های هواپیما زمین گیر شد.
F-84C دارای یک موتور J35-A-13C که تا حدودی قابل اعتمادتر و با همان قدرت A-15-C مورد استفاده در مدلF-84B  و سیستم‌های سوخت و الکتریکی اصلاح شده بود. فراتر از این تغییرات، F-84C تقریباً مشابه F-84B بود و از همان نقص‌ها رنج می‌برد.

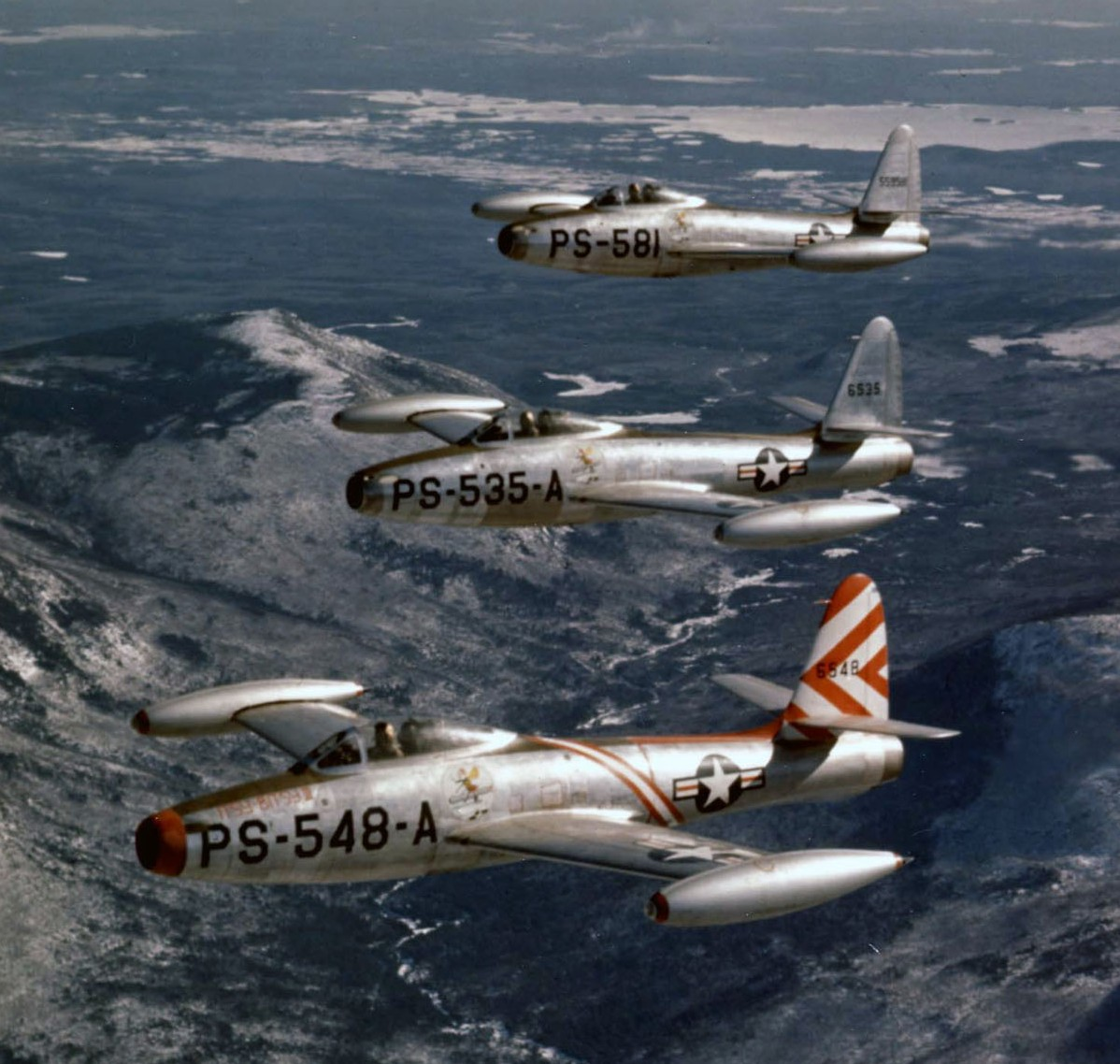
هواپیماهای پی-۸۴ بی گُردان هوایی (اسکادران) شماره ۴۸ از گروه جنگنده شماره ۱۴، سال ۱۹۴۸

یک بررسی انجام شده در برنامه F-84 در سال ۱۹۴۸ مشخص نمود که هیچ‌یک از هواپیماهای F-84B یا F-84C را نمی‌توان عملیاتی یا قادر به اجرای هر یک از جنبه‌های مأموریت مورد نظر خود در نظر گرفت. این برنامه از لغو نجات یافت، زیرا F-84D که تولید آن در حال انجام بود، به‌طور رضایت بخشی به رفع ایرادات اصلی پرداخته بود. یک پرواز در برابر F-80 نشان داد که در حالی که شوتینگ استار نیاز به باند کوچکتری برای برخاست و سرعت اوج‌گیری بهتری در ارتفاع پایین داشت و دارای مانورپذیری بالاتر بود، F-84 می‌توانست بار بیشتری را حمل کند، سریع‌تر بود، عملکرد بهتری در ارتفاع بالا و برد بیشتری داشت.، در سال ۱۹۴۹ نیروی هوایی ایالات متحده آمریکا، مبلغ ۸ میلیون دلار را برای اجرای بیش از ۱۰۰ ارتقاء برای همه F-84B و F-84C تأمین نمود، که مهم‌ترین آنها تقویت بالها با استانداردی مشابه با F-84D بود.علی‌رغم پیشرفت‌های حاصل، هر دو مدل F-84B و F-84C در طی سال ۱۹۵۲ از خدمت خارج شدند.
بهبودهای ساختاری در کارخانه F-84D که در سال ۱۹۴۹ وارد خدمت شد، اجرا شد. بال‌ها با پوسته آلومینیومی ضخیم‌تری پوشیده شدند، سیستم سوخت براب زمستان و آب و هدای سردتطبیق داده شده و قادر به استفاده از سوخت جت جی.پی-۴ بود، و موتور قدرتمندتر J35-A-17D با ۵٬۰۰۰ پوند-نیرو (۲۲٫۲۴ کیلونیوتن) نصب شد. روشن شد که مخازن سوخت دو سر بال‌ها که قبلاً آزمایش نشده بودند، با ایجاد پیچش بیش از حد در حین مانورهای با جی-بالا به شکست ساختاری بال کمک می‌کند. برای تصحیح این مسئله، باله‌های مثلثی کوچکی به بیرون مخازن سوخت اضافه شد.
.
F-84D در سال ۱۹۵۲ از خدمات USAF و در سال ۱۹۵۷ از خدمات گارد ملی هوایی ایالات متحده آمریکا (ANG) خارج شد.
نخستین تاندرجت مؤثر و کاملاً توانمند مدل F-84E بود که در سال ۱۹۵۰ وارد خدمت شد. این هواپیما دارای موتور J35-A-17، بال‌های بیشتر تقویت شده، بدنه هوایپما به میزان ۱۲ اینچی (۳۰۰ میلی‌متر) در جلوی بال‌ها و ۳ اینچ (۷۶ میلی‌متری) در قسمت عقب بال‌ها امتداد یافت تا فضای بیشتری برای کابین خلبان و تجهیزات آویونیک فراهم شود. سایر تغییرات شامل، یک دوربین هدفگیری اسلحه از نوع A-1B با رادار مسافت ساب یاب AN/APG-30، و یک جفت مخزن سوخت اضافی ۲۳۰ به حجم گالن آمریکایی (۸۷۰ لیتر) برای حمل بر روی آویزگاه خارجی زیر بال بود. که شعاع رزمی هواپیما را از ۸۵۰ مایل (۱٬۳۷۰ کیلومتر) به بیش از ۱٬۰۰۰ مایل (۱٬۶۰۰ کیلومتر) افزایش داد.
یکی از پیشرفت‌ها در طراحی اولیه اف-۸۴، قفسه‌های حامل راکت‌ها بود که پس از شلیک راکت‌های ۵ اینچی HVAR، همسطح بال‌ها تا می‌شد. که کشش را نسبت به حامل‌های ثابت قدیمی‌تر کاهش می‌داد. این نوآوری توسط سایرهواپیماهای جنگنده بمب افکن ایالات متحده نیز پذیرفته شد.

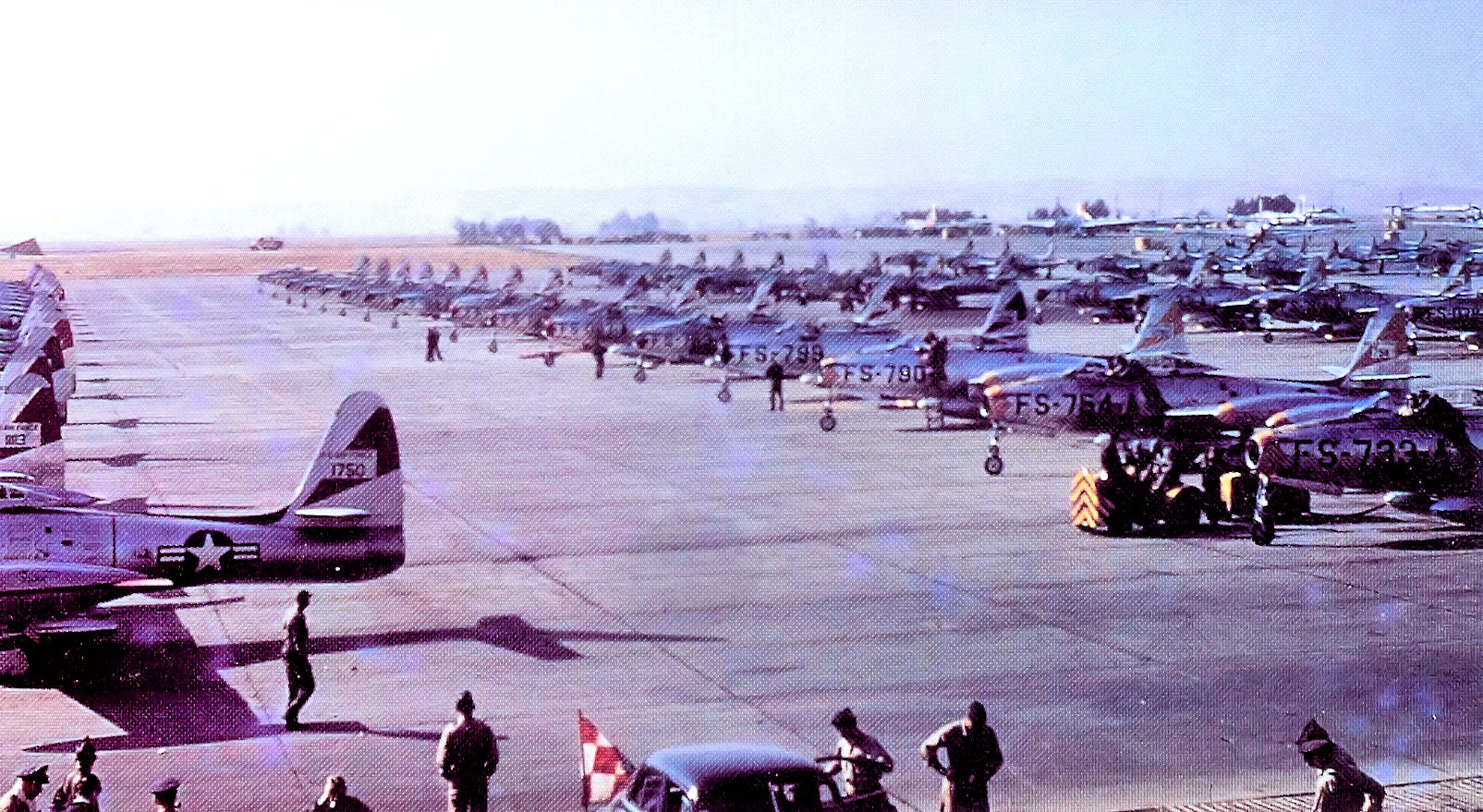
هواپیماهای F-84G گروه ۲۷ اسکورت-جنگنده در سال ۱۹۵۲

علیرغم پیشرفت‌ها، نرخ F-84Eهای در حال خدمت برای پائین باقی ماند و تنها نیمی از این هواپیما در آوریل ۱۹۵۰ عملیاتی شدند.این مسئله در درجه اول به دلیل کمبود شدید قطعات یدکی برای موتورهای آلیسون بود.انتظار این بود که F-84Eها ۲۵ ساعت در ماه پرواز کنند و تعمیرات اساسی موتور در هر ۱۰۰ ساعت انجام شود. ساعات پرواز واقعی برای جنگ کره و استقرار ناتو به سرعت از توانایی آلیسون برای ساخت موتورهای جدید پیشی گرفت.
F-84E در سال ۱۹۵۶ از خدمات USAF خارج شد، تا سال ۱۹۵۷ با نیروهای ذخیره نیروی هوایی خدمت کرد و تا سال ۱۹۵۹ در واحدهای ANG ادامه داشت.

آخرین مدل از اف-۸۴ با بال مستقیم F-84G بود که تا زمانی که F-84F بال رو به عقب وارد خدمت شد، به عنوان نقطه عطفی در نظر گرفته شد. به تعداد زیادی سفارش داده شد تا ساختار نیروهای هوایی ناتو را شکل دهد. این مدل یک  بوم سوخت‌گیری هوایی در بال چپ،  خلبان خودکار، سیستم فرود ابزاری، موتور J35-A-29 با نیروی رانش ۵٬۵۶۰ پوند-نیرو (۲۴٫۷۳ کیلونیوتن)، یک آسمانه (کاناپی) قاب‌بندی متمایز (همچنین به‌روز شده) و توانایی حمل یک بمب هسته‌ای را Mark 7 معرفی نمود.
F-84G در سال ۱۹۵۱ وارد خدمت شد، اگرچه روند تحویل آن به دلیل کمبود موتور کند شد. تولید تا ژوئیه ۱۹۵۳ با تحویل ۳٬۰۲۵ فروند F-84G ادامه یافت که ۷۸۹ فروند آن به USAF و ۲٬۲۳۶ فروند در قالب کمک‌های نطامی به متحدان ایالات متحده تحویل داده شد.
F-84G در اواسط سال ۱۹۶۰ در نیروی هوایی ایالات متحده آمریکا، بازنشسته شد.

### اروپای غربی
نبرد هوایی بر فراز مرکلین - یک حادثه مهم بود که در ۱۰ مارس ۱۹۵۳ رخ داد، زمانی که دو جنگنده میگ-۱۵ چکسلواکی دو فروند F-84E نیروی هوایی ایالات متحده را که ادعا می‌شد از حریم هوایی آلمان به چکسلواکی منحرف شده بودند، را رهگیری کرده و یکی از آن‌ها را سرنگون کردند. این هواپیما در داخل مرز آلمان سقوط کرد و خلبان با از هواپیما خارج شد.

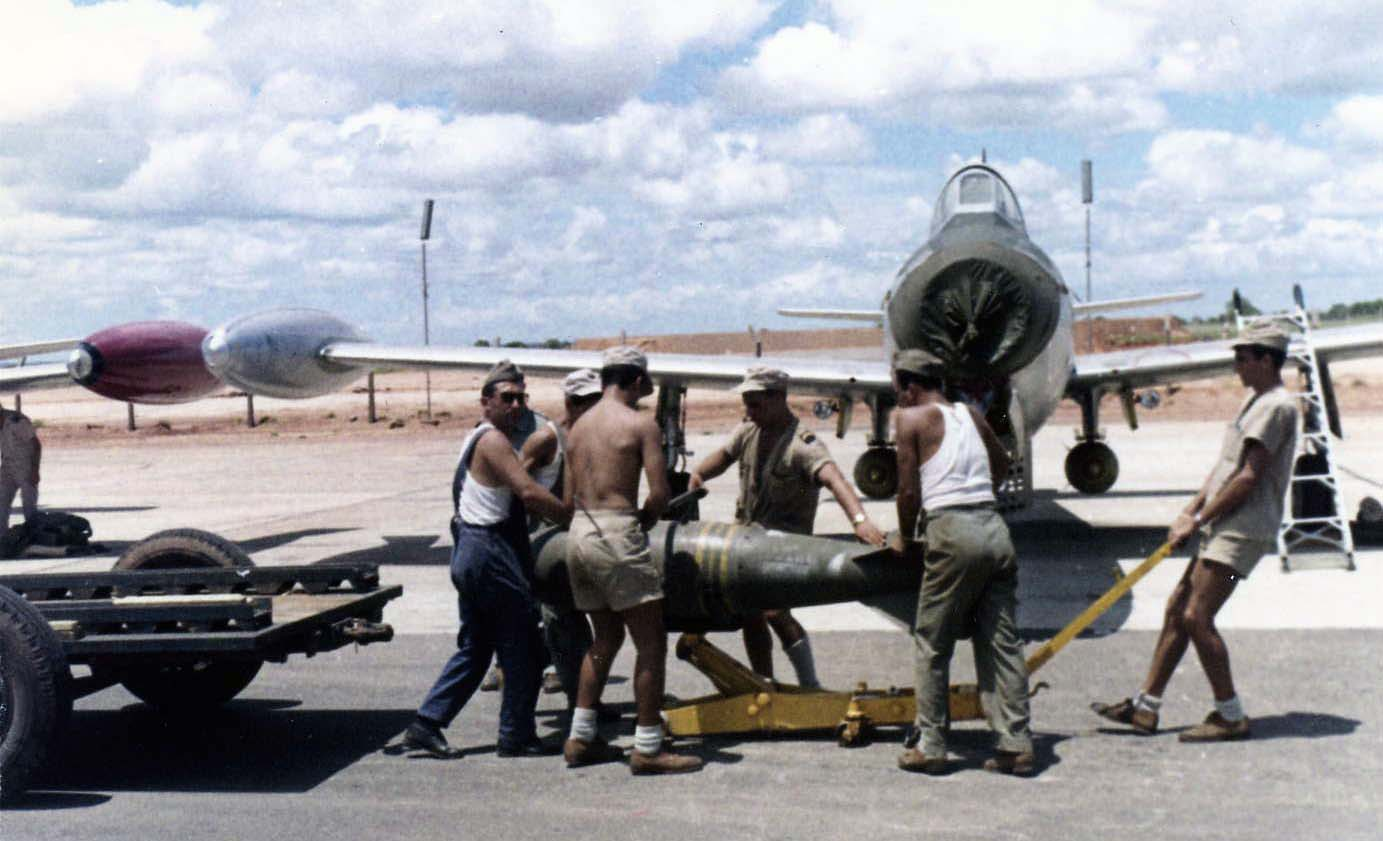
یک اف-۸۴ پرتغالی در حال بارگیری مهمات در سالهای ۱۹۶۰ در پایگاه هوایی لواندا در طی جنگ‌های استعماری پرتغال.

### جمهوری چین (تایوان)
نیروی هوایی جمهوری چین از سال ۱۹۵۳،  و همین‌طور طی بحران دوم تنگه تایوان در سال ۱۹۵۸، تعدادی ازF-84Gهای مازاد نیروی هوایی ایالات متحده آمریکا را دریافت نمود. اف-۸۴های مذکور در درگیری‌های هوایی بر علیه جنگنده‌های میگ-۱۵ و میگ-۱۷،  نیروی هوایی ارتش آزادی‌بخش خلق چین استفاده شدند که هر دو طرف درگیر تلفاتی داشتند. جمهوری چین (تایوان) در اواخر همان سال اف-۸۴های خود را با اف-۱۰۰ جایگزین نمود.

### ایران
در ساعت ۱۰:۳۰ صبح چهارشنبه بیست و پنجم اردیبهشت ۱۳۳۶، سه فروند هواپیمای جت جنگنده بمب‌افکن اِف-۸۴ تاندِرجِت در فرودگاه مهرآباد تهران به زمین نشستند. کلنل رادک مستشار نیروی هوایی، سرگرد کرال فرمانده خلبانان جنگنده‌ها را به تیمسار سرلشکر هدایت‌الله گیلانشاه فرمانده وقت نیروی هوایی شاهنشاهی ایران معرفی نموده و هواپیماها پس از نصب پرچم ایران، رسماً به نیروی هوایی شاهنشاهی ایران تحویل داده شدند. این هواپیماها نخستین سری از این نوع جنگنده جت بودند که ایران به عنوان کمک نظامی از نیروی هوایی ایالات متحده آمریکا دریافت نموده و اِف-۸۴ تاندِرجِت نخستین جنگنده جت نیروی هوایی شاهنشاهی ایران بود.
تا هشتم تیر ۱۳۳۸ مجموعاً ۶۹ فروند از این جنگنده بمب‌افکن‌ها به همراه یازده فروند هواپیمای جت آموزشی-تهاجمی  تی-۳۳اِی تحویل نیروی هوایی شاهنشاهی شد.
اگرچه تحویل اف-۸۴جی به نیروی هوایی شاهنشاهی تحت برنامه کمک نظامی ایالات متحده آمریکا این نیرو را وارد عصر جدیدی از حیات خود کرد، اما نتوانست نیازهای عملیاتی آن را به‌طور کامل برطرف کند. از همان ابتدا، محمدرضا شاه پهلوی که خود خلبانی ماهر بود، از عملکرد این هواپیماهای جنگنده ناراضی بود و نهایتاً موفق شد آن‌ها را تا مرداد سال ۱۳۴۰ خورشیدی به‌طور کامل با ۵۲ فروند هواپیمای جت جنگنده نورث امریکن اف-۸۶اِف سِیبِر جایگزین کند با استفاده از این جنگنده‌ها، گروهی از برجسته‌ترین خلبانان نیروی هوایی شاهنشاهی ازجمله ارتشبد محمد خاتمی، سپهبد نادر جهانبانی و سپهبد امیرحسین ربیعی تیم آکروجت تاج طلایی را بنا نهادند. تیم آکروجت شاهنشاهی به دنبال بازنشستگی آخرین دسته چهار فروندی از اف-۸۴جی‌های نیروی هوایی شاهنشاهی در سال ۱۳۴۰ به جنگنده‌های اف-۸۶اف مجهز شد.
نخستین دسته از ۱۴ خلبان ایرانی نیروی هوایی شاهنشاهی جهت فراگیری امر خلبانی هواپیمای جت به پایگاه هوایی فورستنفلدبروک در آلمان غربی در سال ۱۳۳۵ اعزام شدند. آن‌ها در این پایگاه در تیپ ۳۶ شکاری بمب‌افکن آموزش خلبانی دیدند. بر اساس اسناد نیروی هوایی آمریکا، آن‌ها ۴۲ ساعت پرواز بر روی این جنگنده در دو ماه آخر سال ۱۹۵۶ ثبت کردند. با تحویل ۵۲ فروند اف-۸۴جی در سال ۱۳۳۶، این خلبانان به همراه شماری دیگر مجموعاً ۴۲۵۱ ساعت پرواز را بر روی این نوع هواپیما ثبت کردند.
تا پیش از تحویل اف-۸۴جی به ایران، نیروی هوایی شاهنشاهی تعدادی هواپیمای پیستونی ملخی از نوع پی-۴۷دی تاندربولت مربوط به دوران جنگ جهانی دوم در اختیار داشت که در سال‌های ۱۳۲۸ تا ۱۳۳۰ به عنوان کمک نظامی از سوی دولت ایالات متحده آمریکا تحویل شده بودند.

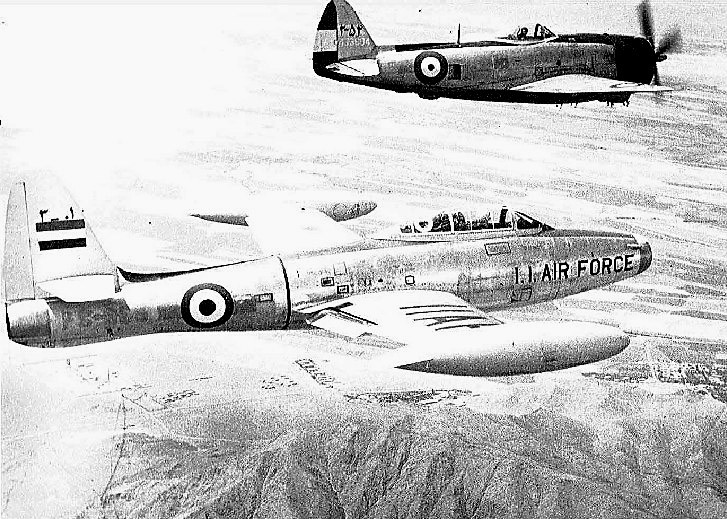
پرواز جمعی یک فروند اف-۸۴ و یک فروند پی-۴۷ از ناوگان نیروی هوایی شاهنشاهی ایران

با تحویل جنگنده‌های اف-۸۴جی، پی-۴۷دی‌ها که حال بر اساس استانداردهای جدید نیروی هوایی آمریکا اف-۴۷دی نام گرفته بودند، در خدمت نیروی هوایی شاهنشاهی باقی ماندند. وضعیت فنی آن‌ها نابسامان بود و همواره تنها ۲۰ تا ۳۰ درصد از آن‌ها به‌طور هم‌زمان عملیاتی بود. متعاقباً اف-۴۷دی‌های عملیاتی در یک اسکادران شکاری و اف-۸۴جی‌ها توسط سه اسکادران شکاری در هنگ یکم شکاری مورد بهره‌برداری قرار گرفتند.
بیشترین تعداد اف-۸۴جی عملیاتی به‌طور هم‌زمان در خدمت نیروی هوایی شاهنشاهی بر اساس اسناد نیروی هوایی آمریکا در تاریخ هشتم مهر ۱۳۳۷ به تعداد ۶۵ فروند ثبت شده است. از این تعداد هفت فروند تا تاریخ هشتم تیر ۱۳۳۸ سقوط کردند. با توجه به این‌که اف-۸۴جی به صندلی پران مجهز بود، امکان خروج اضطراری با استفاده از این صندلی‌ها برای خلبانان در صورت بروز سانحه وجود داشت.
اف-۸۴جی در مرداد ۱۳۴۰ از خدمت نیروی هوایی شاهنشاهی بازنشسته شد. اف-۸۴جی‌های باقیمانده به جز چهار فروند به آمریکا مرجوع شدند. چهار فروند باقیمانده از هواپیماهای تیم آکروجت تاج طلایی بودند. دو فروند از آن‌ها جهت آموزش دانشجویان فنی مرکز آموزش‌های علوم و فنون هوایی به فرودگاه قلعه‌مرغی منتقل شد در حالی که فروند سوم و چهار بر فراز ورودی پایگاه یکم شکاری تاکتیکی مهرآباد و مرکز آموزش‌های نیروی هوایی در فرودگاه دوشان‌تپه قرار گرفتند.
در سال ۱۳۵۰، مرکز آموزش‌های علوم و فنون هوایی یک فروند از اف-۸۴جی‌ها را جهت نمایش در موزه نیروی هوایی شاهنشاهی بازسازی کرد. این هواپیما تا فروردین ۱۳۹۱ در محل فرودگاه قلعه‌مرغی نگهداری می‌شد و هم‌اکنون به موزه نیروی هوایی در دوشان‌تپه منتقل شده است. یک فروند اف-۸۴جی دیگر مرکز آموزش‌های علوم و فنون نیز به  موزه نظامی واقع در کاخ سعدآباد واگذار شد.

### هزینه‌ها
| هزینه‌ها به دلار$                  | اف-۸۴ بی                                                  | اف-۸۴ سی | اف-۸۴ دی | اف-۸۴ ایی | اف-۸۴ جی | اف-۸۴ اف | آر. اف-۸۴ اف |
| --------------------------------- | --------------------------------------------------------- | -------- | -------- | --------- | -------- | -------- | ------------ |
| بدنه هواپیما                      |                                                           |          | ۱۳۹٬۸۶۳  | ۱۳۹٬۸۶۳   | ۱۵۰٬۸۴۶  | ۵۶۲٬۷۱۵  | ۴۸۲٬۸۲۱      |
| موتور                             |                                                           |          | ۴۱٬۶۵۴   | ۴۱٬۶۵۴    | ۴۱٬۴۸۸   | ۱۴۶٬۰۲۷  | ۹۵٬۳۲۰       |
| الکترونیک                         |                                                           |          | ۷٬۱۶۵    | ۷٬۱۶۵     | ۴٬۷۶۱    | ۹٬۶۲۳    | ۲۱٬۵۷۶       |
| جنگ‌افزار                          |                                                           |          | ۲۳٬۵۵۹   | ۲۳٬۵۵۹    | ۳۷٬۴۳۳   | ۴۱٬۷۱۳   | ۶۳٬۶۳۲       |
| مهمات                             |                                                           |          |          |           | ۲٬۷۱۹    | ۹٬۲۵۲    | ۴٬۵۲۹        |
| هزینه پرواز                       | ۲۷۶٬۴۰۷ برای نخستین ۱۰۰ فروند ۱۶۳٬۹۹۴ برای ۱۴۱ فروند بعدی | ۱۴۷٬۶۹۹  | ۲۱۲٬۲۴۱  | ۲۱۲٬۲۴۱   | ۲۳۷٬۲۴۷  | ۷۶۹٬۳۰۰  | ۶۶۷٬۶۰۸      |
| هزینه پرواز در ساعت               |                                                           |          |          |           |          | ۳۹۰      |              |
| تعمیرات و نگهداری (بر ساعت پرواز) |                                                           |          |          |           |          | ۱۸۵      | ۱۸۵          |

یادداشت: هزینه‌ها برآورد ۱۹۵۰ بوده و با تورم تعدیل نگردیده است.

## کاربران
بلژیک

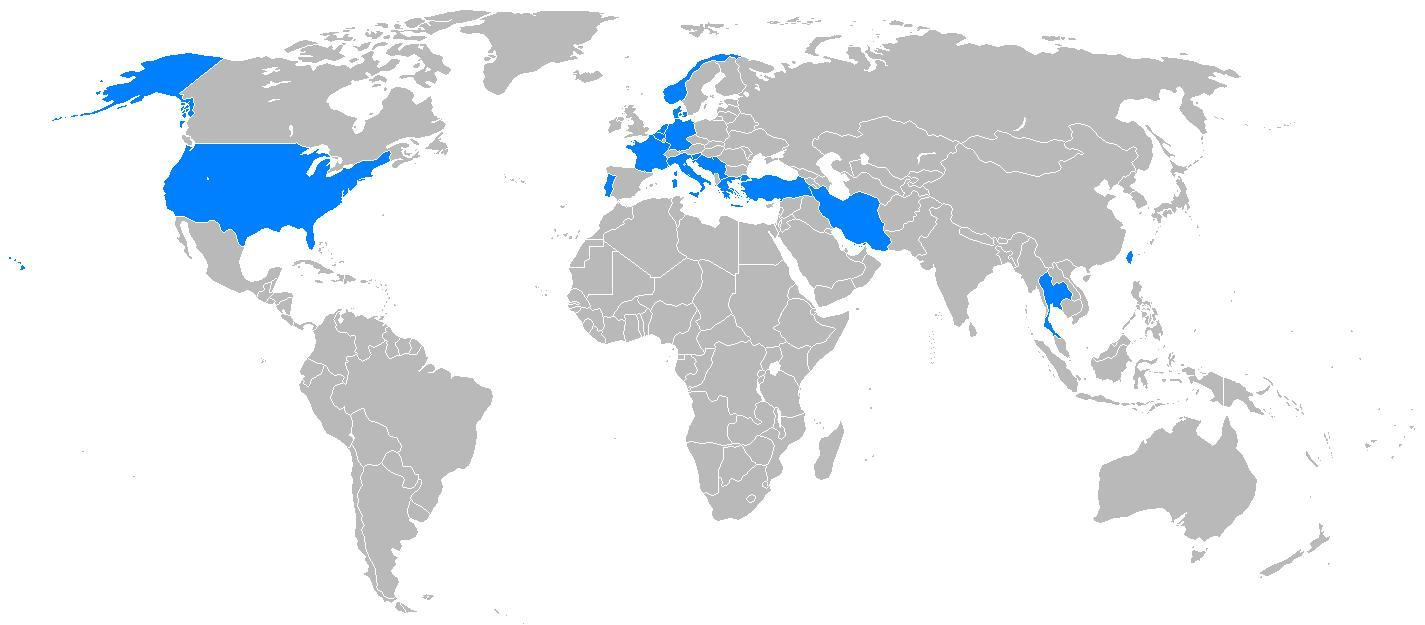
کاربران پیشین اف-۸۴

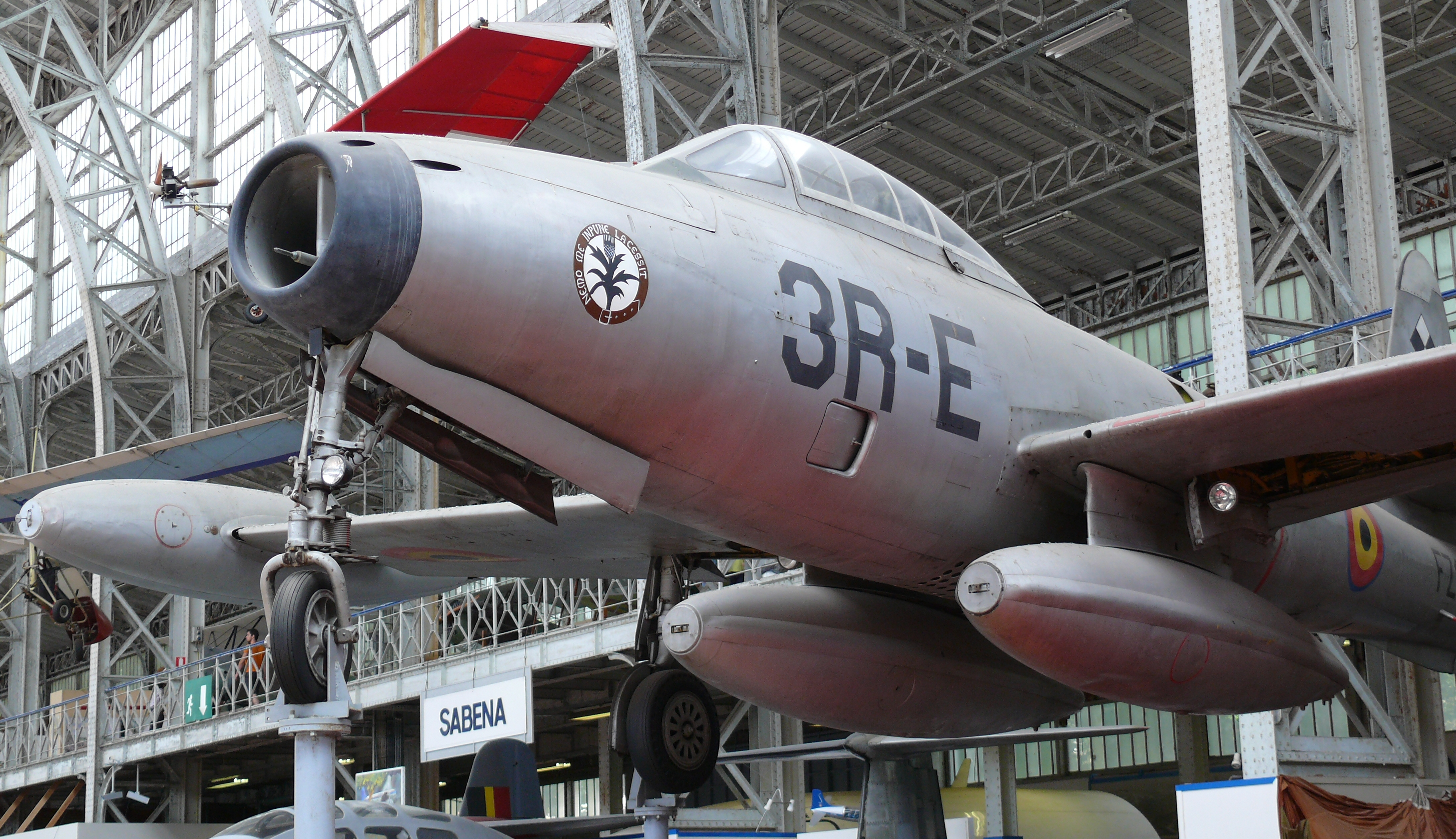
F-84 تاندرجت در موزه نظامی سلطنتی بلژیک در بروکسل

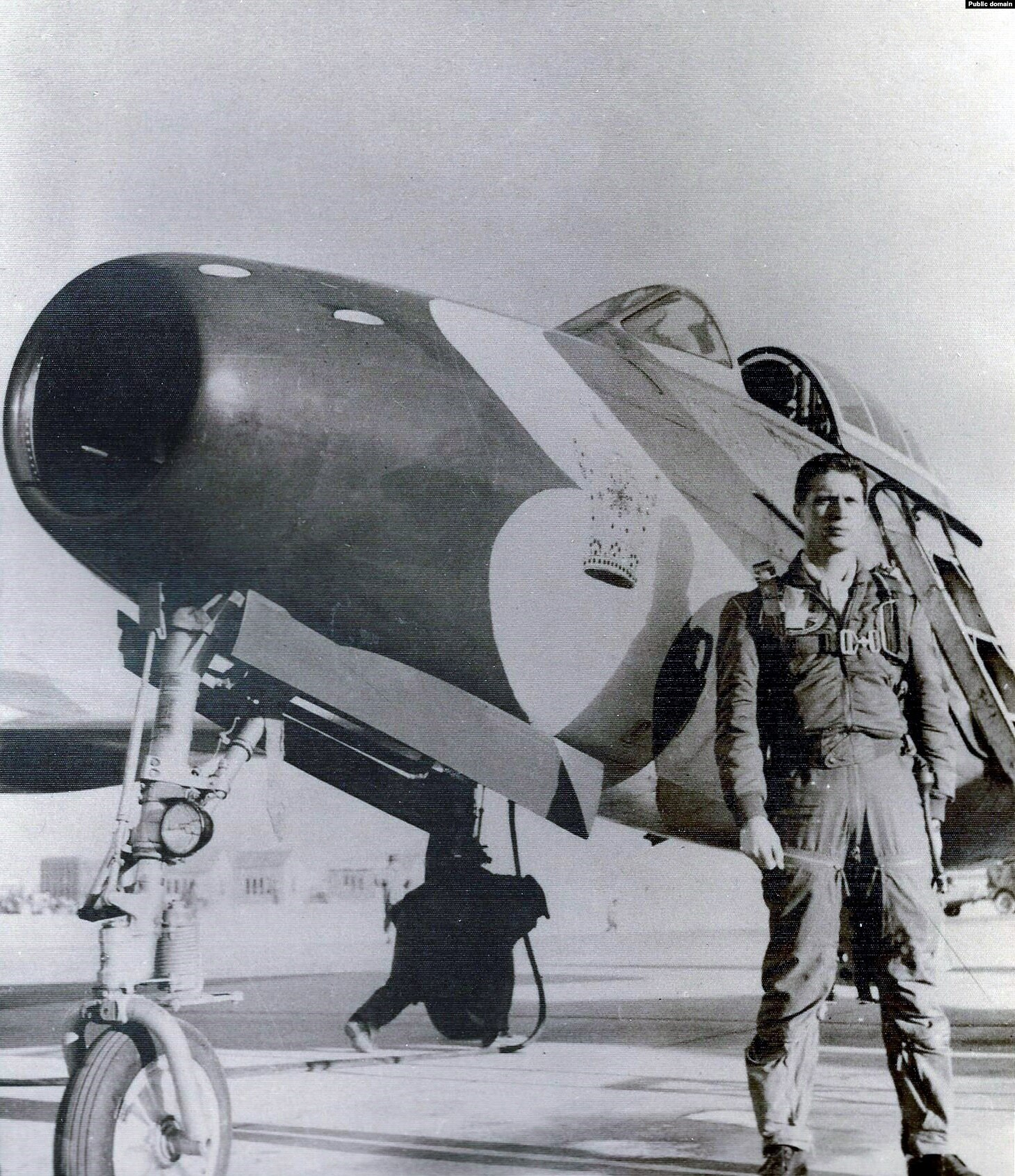
سپهبد نادر جهانبانی در کنار اف-۸۴جی خود در لباس تیم آکروجت تاج طلایی در سال ۱۳۳۹

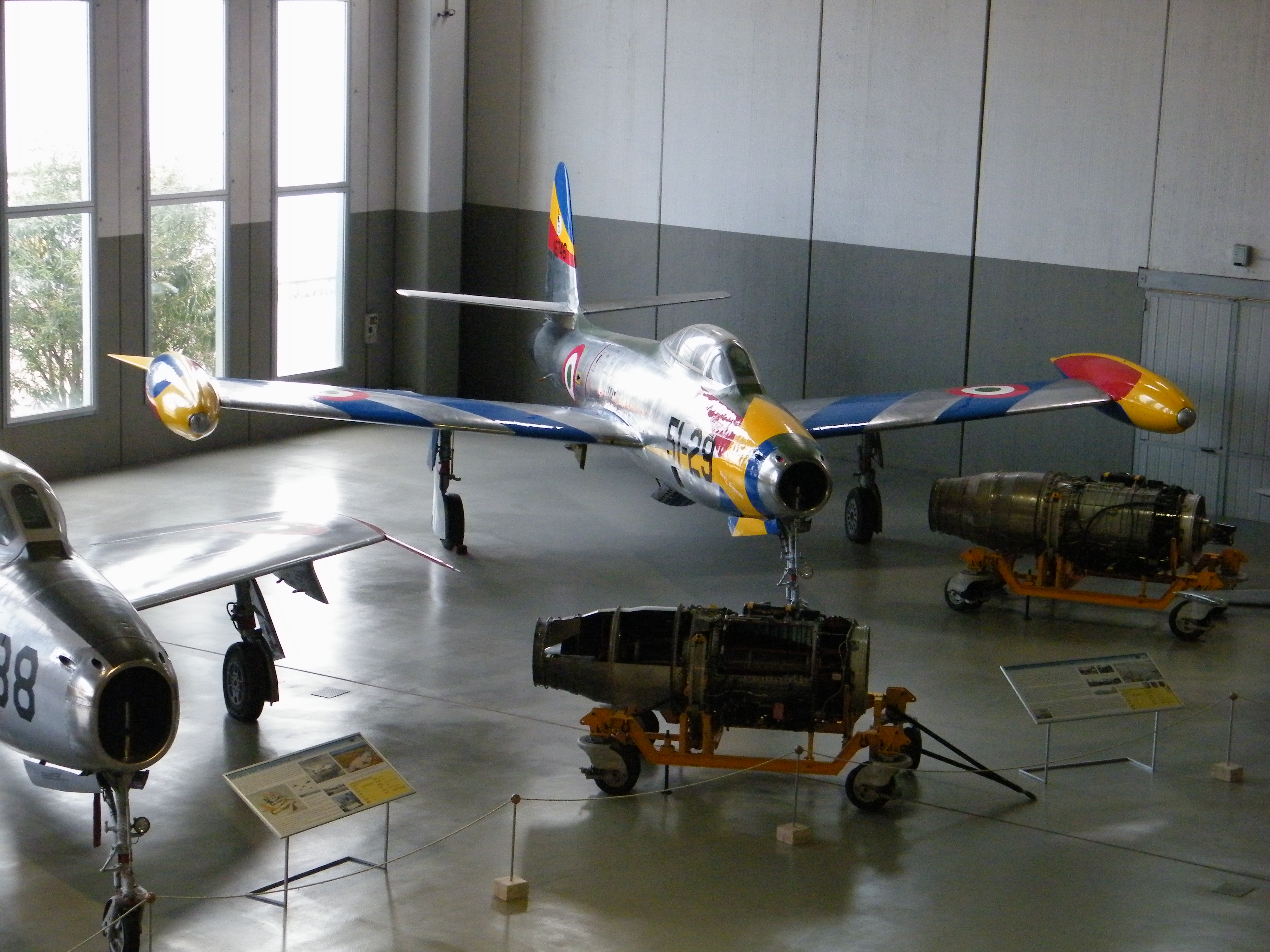
F-84 تاندرجت در موزه نیروی هوایی ایتالیا، واقع در Vigna di Valle در سال ۲۰۱۲

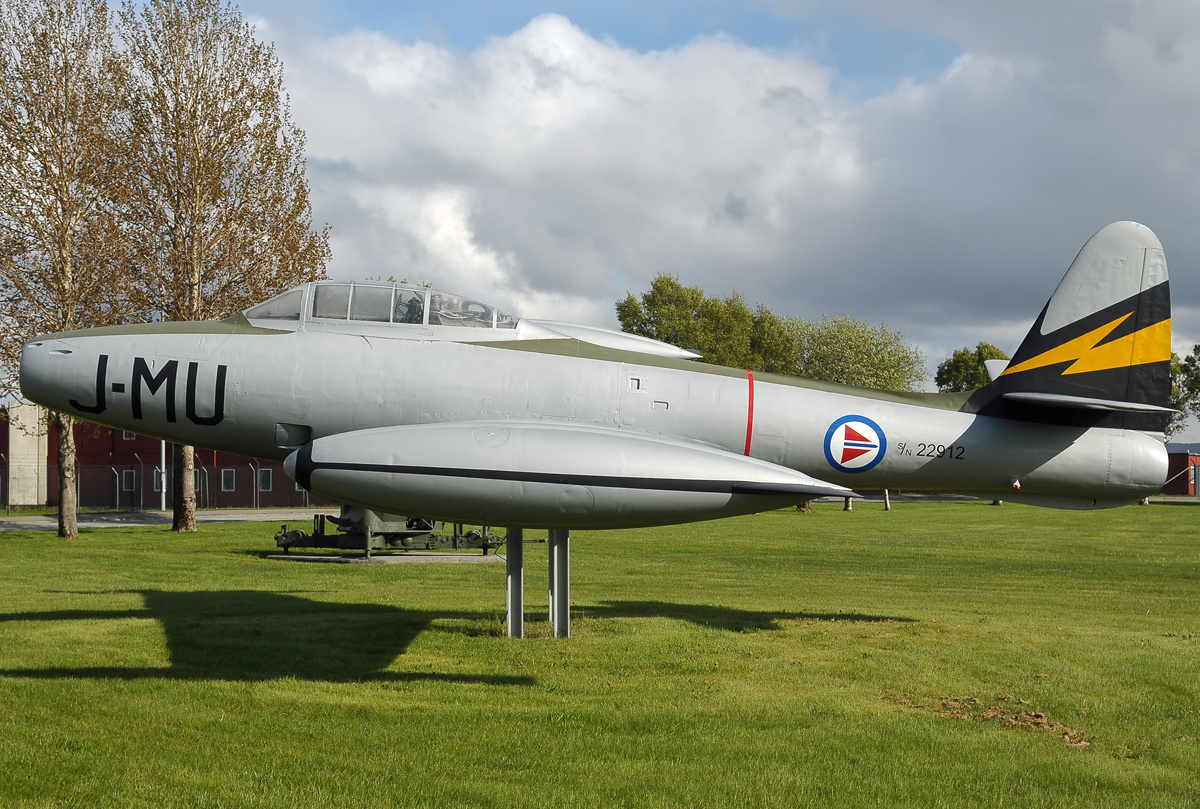
F-84G تاندرجت متعلق به نیروی هوایی سلطنتی نروژ.

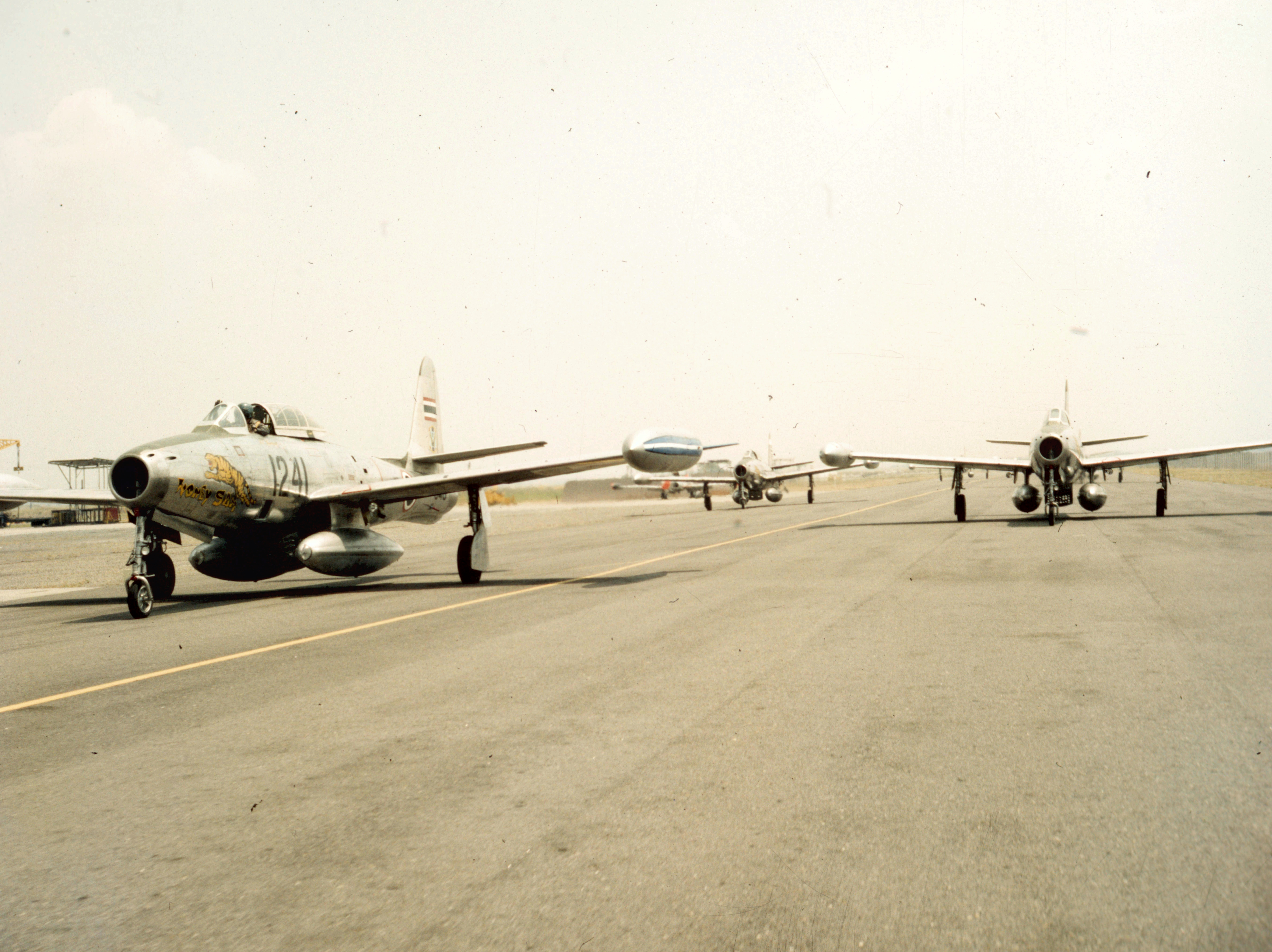
ورود جنگنده‌های F-84G نیروی هوایی سلطنتی تایلند در ۱۷ آوریل ۱۹۶۰، به پایگاه هوایی کلارک در فیلیپین.

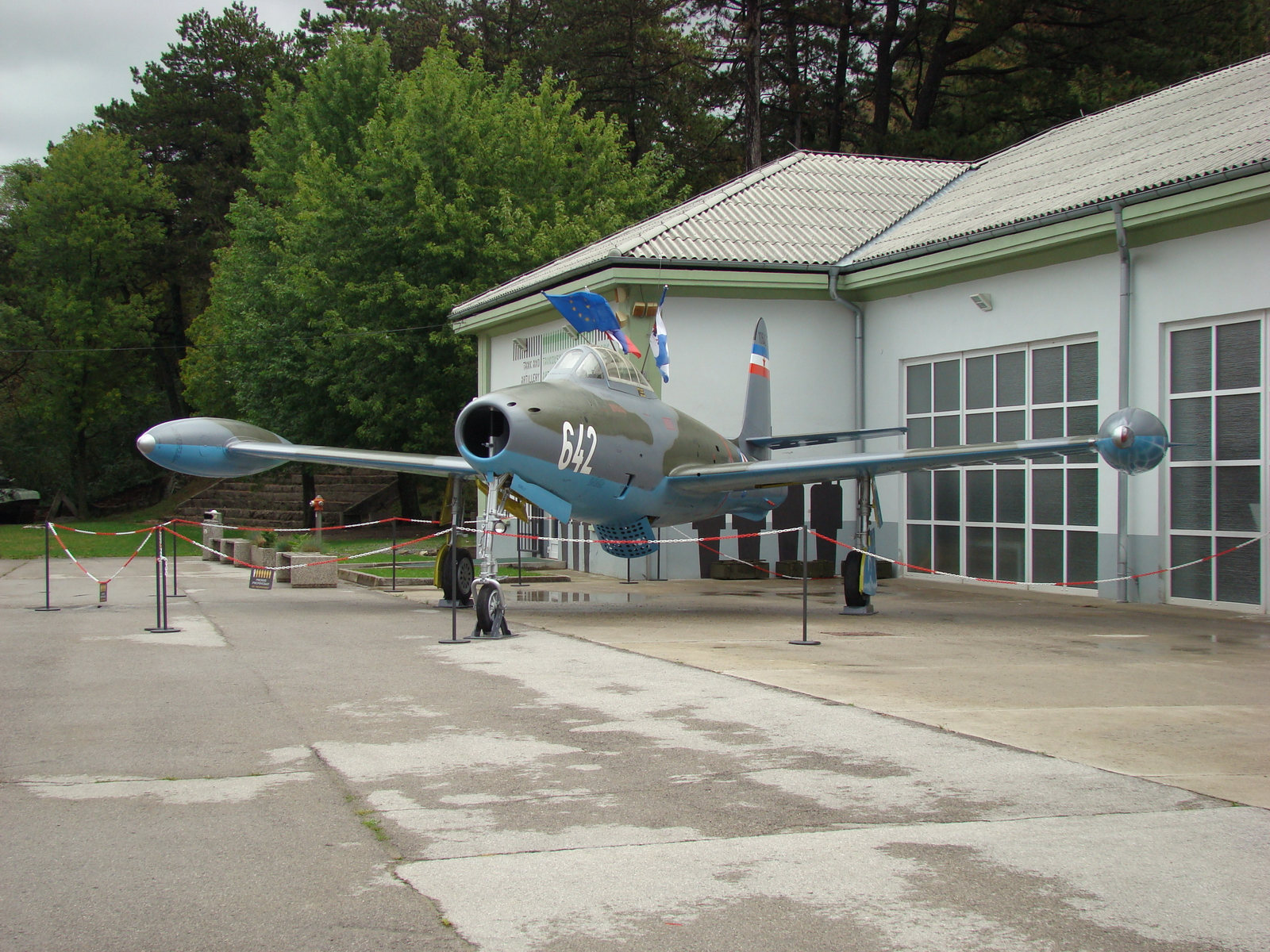
اف-۸۴ نیروی هوایی یوکسلاوی سابق در پارک موزه نیروهای مسلح اسلوونی درPivka

- نیروی هوایی بلژیک ۲۱ فروند F-84E و ۱۹۲ فروند F-84G را از سال ۱۹۵۱ در اختیار داشت.[۴۴]در سال ۱۹۵۶ با F-84F و RF-84F جایگزین شدند. ۵۴ فروند از تاندرجت‌های بلژیکی سقوط کردند و ۲۳ خلبان کشته شدند.[۴۵]

 دانمارک
- نیروی هوایی پادشاهی دانمارک۲۴۰ فروند F-84G و ۶ فروند F-84E رااز آوریل ۱۹۵۲ تا ژانویه ۱۹۶۲، در خدمت داشت .[۴۶]

 فرانسه
- نیروی هوایی فرانسه حدود ۱۴۰ فروند F-84E و F-84G دریافت نمود.[۴۴]

 یونان
- نیروی هوایی سلطنتی یونان از سال ۱۹۵۲ تا ژوئن ۱۹۶۰ حدود ۲۰۰ فروند F-84G دریافت نمود.[۴۷]

 ایران
- نیروی هوایی شاهنشاهی ایران از بیست و پنجم اردیبهشت ۱۳۳۶ جنکنده‌های F-84G را به عنوان کمک نظامی از ایالات متحده آمریکا دریافت نمود و در سال مرداد ۱۳۴۰ از خدمت نظامی خارج شدند.

 ایتالیا
- نیروی هوایی ایتالیا ۲۵۴ فروند F-84G را در اختیار داشت. [۴۷]

 هلند
- نیروی هوایی سلطنتی هلند۲۱ فروند F-84E و ۱۷۹ فروند F-84G، جنگنده‌های مذکور در گُردانهای هوایی ۳۰۶٬۳۱۱٬۳۱۲٬۳۱۳٬۳۱۴٬۳۱۵ و ۳۱۶ مورد استفاده قرار گرفتند.[۴۸]

 نروژ
- نیروی هوایی سلطنتی نروژ۶ فروند F-84E و ۲۰۰ فروند F-84G را از سال ۱۹۵۱ الی ۱۹۶۰ مورد بهره‌برداری قرار داد.[۴۸]

 پرتغال
- نیروی هوایی پرتغال از ژانویه ۱۹۵۳ تا ۱۹۷۴ از ۱۲۵ فروند F-84G استفاده نمود.[۴۸]

 تایوان
- نیروی هوایی جمهوری چین (تایوان) از سال ۱۹۵۳ تا ۱۹۶۴ از F-84G استفاده می‌کرد.[۴۸]

 تایلند
- نیروی هوایی سلطنتی تایلند از سال ۱۹۵۶ تا ۱۹۶۶، ۳۱ فروند F-84G را در اختیار داشت.[۴۹]

 ترکیه
- نیروی هوایی ترکیه از سال ۱۹۵۲ دارای ۴۷۹ فروند F-84G بود[۴۹]

 ایالات متحده آمریکا
- نیروی هوایی ایالات متحده آمریکا
  - ۲۲۶ فروند F-84B
  - ۱۹۱ فروند F-84C
  - ۱۵۴ فروند F-84D
  - ۷۴۳ فروند F-84E
  - ۷۸۹ فروند F-84G.[۵۰]

 یوگسلاوی
- نیروی هوایی یوگسلاوی از سال ۱۹۵۳ الی ۱۹۷۴، ۲۱۹ فروند F-84G رادر اختیار داشت.[۴۹]در ماه مه ۱۹۶۳ یک تاندرجت بر روی ساختمانی در پوستوینا اسلوونی، سقوط کرده و منفجر شد. در طی این حادثه دو نفر و یک خلبان جان باختند. این تنها حادثه هواپیمای نظامی در اسلوونی پس از پایان جنگ جهانی دوم است.[۵۱]

### واحدهای عملیاتی اصلی F-84 در نیروی هوایی ایالات متحده آمریکا

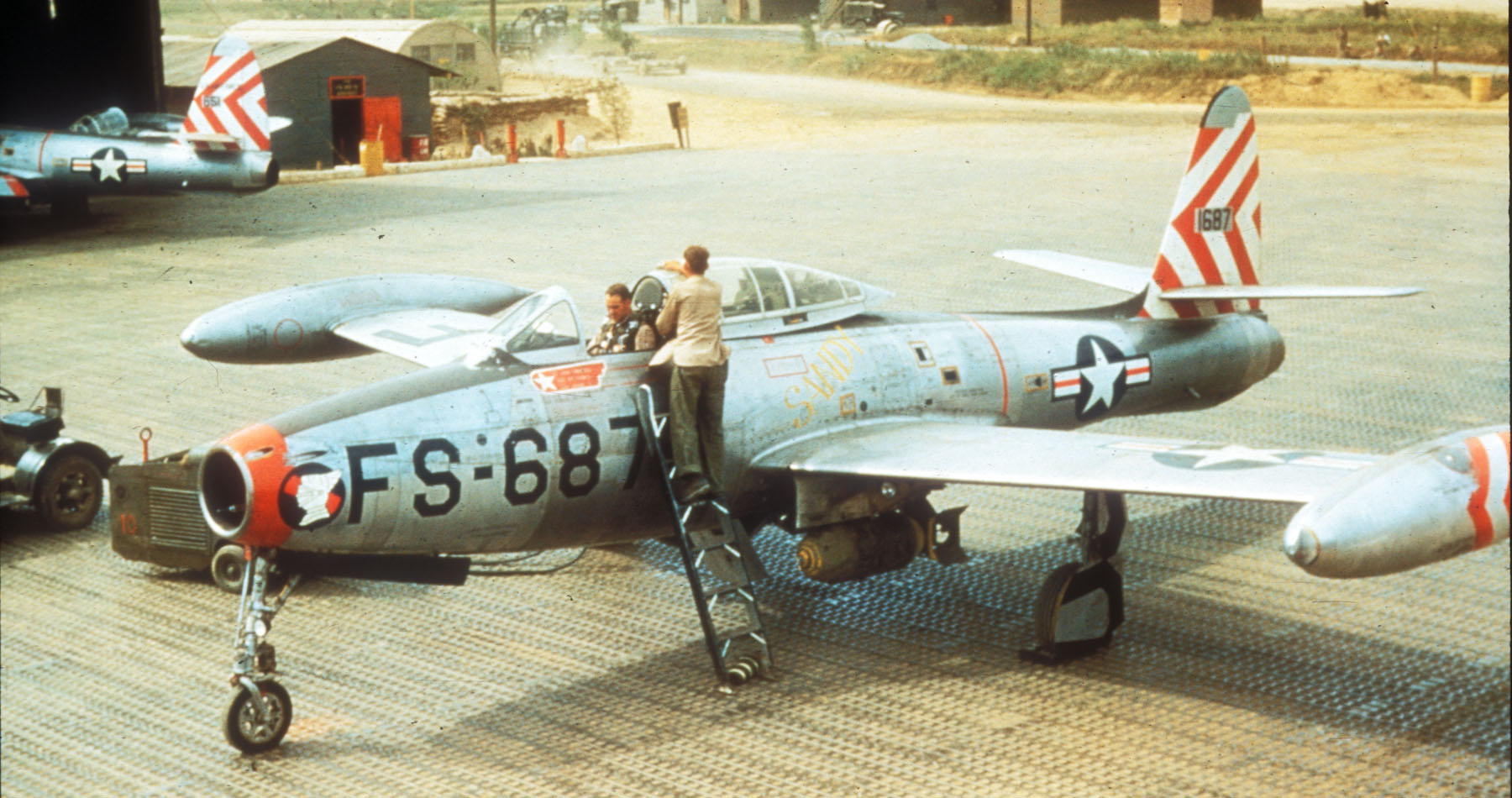
یک فروند اف-۸۴ از گُردان هوایی جنگنده-بمب افکن نهم از بال هوایی جنگنده-بمب افکن چهل و نهم قبل از مأموریت در جتگ کره

- بال هوایی/گروه جنگنده-اسکورت دوازدهم: F-84E/G[۵۰]
- گروه جنگنده چهاردهم: P/F-84B در سالهای ۱۹۴۷ تا ۱۹۴۹[۵۰]
- بال هوایی/گروه جنگنده-بمب افکن بیستم:F-84B/C/D/E/G [۵۲]
- بال هوایی/گروه جنگنده-اسکورت بیست و هفتم: F-84E/G[۵۰]
- بال هوایی/گروه جنگنده-اسکورت سی و یکم :F-84B/C/E/G[۵۰]
- گروه جنگنده سی و سوم :F-84C[۵۰]
- بال هوایی جنگنده-بمب افکن سی و ششم:F-84 E/G[۵۳]
- بال هوایی جنگنده-بمب افکن چهل و هشتم:F-84 G [۵۳]
- بال هوایی/گروه جنگنده-بمب افکن چهل و نهم:F-84 E/G[۵۰]
- گروه جنگنده-بمب افکن پنجاه و هشتم:F-84 E/G[۵۳]
- بال هوایی جنگنده-رهگیر هفتاد و هشتم /گروه هوایی جنگنده هفتاد و هشتم:F-84D در طی سالهای ۱۹۴۹ الی ۱۹۵۲[۵۰]
- بال هوایی جنگنده-بمب افکن هشتاد و ششم:F-84 E/G[۵۳]
- بال هوایی جنگنده-رهگیر یکصد و سیزدهم :F-84 C[۵۰]
- بال هوایی جنگنده-بمب افکن یکصد و شانزدهم :F-84 E[۵۰]
- بال هوایی جنگنده-رهگیر یکصد و بیست و دوم :F-84 C[۵۰]
- بال هوایی جنگنده-بمب افکن یکصد و بیست و سوم :F-84 B/D/E[۵۲]
- بال هوایی جنگنده-بمب افکن یکصد و سی و دوم :F-84 B[۵۰]
- بال هوایی/گروه جنگنده-بمب افکن یکصد و سی و ششم: F-84E/D[۵۰]
- بال هوایی جنگنده-بمب افکن یکصد و سی و هفتم: F-84B/C/D[۵۰]
- گروه جنگنده-بمب افکن سیصد و دوازدهم: F-84E/G در طی سالهای ۱۹۵۴ الی ۱۹۵۵ [نیازمند منبع]
- بال هوایی جنگنده-بمب افکن چهارصد و ششم :F-84 E[۵۳]
- بال هوایی جنگنده-بمب افکن چهارصد و هفتاد و ششم :F-84 E/G[۵۳]
- بال هوایی جنگنده اسنراتژیک پانصد و ششم :F-84 G[۵۰]
- بال هوایی جنگنده اسنراتژیک پانصد و هشتم :F-84 G[۵۰]
- بال هوایی جنگنده-رهگیر چهارهزار و هفتصد و دوم :F-84D[۵۰]
- بال هوایی جنگنده-رهگیر چهارهزار و هفتصد و نهم :F-84G[۵۰]
- بال هوایی جنگنده-رهگیر چهارهزار و هفتصد و دهم[۵۰]
- گروه آزمایشی (اتمی) چهارصدو نود و پنجم: F-84E/G[۵۳]

### یگان‌های عملیاتی F-84 نیروی هوایی سلطنتی هلند
- گُردان هوایی۳۰۶ نیروی هوایی سلطنتی هلند:F-84E [۴۸]
- گردان هوایی ۳۱۱ نیروی هوایی سلطنتی هلند:F-84E [۴۸]
- گردان هوایی۳۱۲ نیروی هوایی سلطنتی هلند:F-84G [۴۸]
- گردان هوایی ۳۱۳ نیروی هوایی سلطنتی هلند:F-84E [۴۸]
- گردان هوایی۳۱۴ نیروی هوایی سلطنتی هلند:F-84G [۴۸]
- گردان هوایی۳۱۵ نیروی هوایی سلطنتی هلند:F-84G [۴۸]
- گردان هوایی۳۱۶ نیروی هوایی سلطنتی هلند:F-84G [۴۸]

## مشخصات (اف ۸۴. جی تاندرجت)

طرح سه نمای اف-۸۴ سی

داده‌ها از Thunderjets in Korea
ویژگی‌های عمومی
- خدمه: ۱
- طول: ۳۸ فوت ۱ اینچ (۱۱٫۶۱ متر)
- پهنای بال: ۳۶ فوت ۵ اینچ (۱۱٫۱۰ متر)
- ارتفاع: ۱۲ فوت ۷ اینچ (۳٫۸۴ متر)
- مساحت بال‌ها: ۲۶۰ فوت مربع (۲۴ متر مربع)
- ایرفویل: Republic R-4,45-1512-.9 (12%)[۵۵]
- وزن خالی: ۱۱٬۰۹۵ پوند (۵٬۰۳۳ کیلوگرم)
- وزن ناخالص: ۱۸٬۶۴۵ پوند (۸٬۴۵۷ کیلوگرم)
- بیشترین وزن برخاست: ۲۳٬۵۲۵ پوند (۱۰٬۶۷۱ کیلوگرم)
- ظرفیت سوخت: ۴۵۰ گالون آمریکایی (۱٬۷۰۰ لیتر) مخازن داخلی سوخت
- پیشرانه: ۱ عدد توربوجت از نوع الیسون جی۳۵, ۵٬۶۰۰ پوند-نیرو (۲۵ کیلونیوتن) thrust

عملکرد
- حداکثر سرعت: ۶۲۲ مایل بر ساعت (۱٬۰۰۱ کیلومتر بر ساعت، ۵۴۱ گره) در سطح دریا
- سرعت کروز: ۴۸۳ مایل بر ساعت (۷۷۷ کیلومتر بر ساعت، ۴۲۰ گره) در ۳۵٬۰۰۰ فوت (۱۱٬۰۰۰ متر)
- بُرد: ۶۷۰ مایل (۱٬۰۸۰ کیلومتر، ۵۸۰ مایل دریایی) (با مخازن سوخت داخلی)
- بُرد معبر: ۲٬۰۰۰ مایل (۳٬۲۰۰ کیلومتر، ۱٬۷۰۰ مایل دریایی)
- حداکثر ارتفاع: ۴۰٬۵۰۰ فوت (۱۲٬۳۰۰ متر)
- زمان اوج‌گیری: ۷٫۹ دقیقه تاارتفاع ۳۵٬۰۰۰ فوت (۱۱٬۰۰۰ متر)

تسلیحات

- اسلحه‌ها: ۶ قبضه تیربار سنگین  کالیبر ۵۰ بی‌ام‌جی (۱۲٫۷ میلی‌متری) از نوع ام۲ برونینگ دارای ۳۰۰ گلوله در هر اسلحه
- راکت‌ها: تا ۳۲ عدد راکت ۵ اینچی [۱۵]
- بمب‌ها: ۴٬۰۰۰ پوند (۱٬۸۰۰ کیلوگرم) بمب، [۱۵] شامل ۱ عدد بمب هسته ای مارک ۷[۲۰]